# Real angoleño

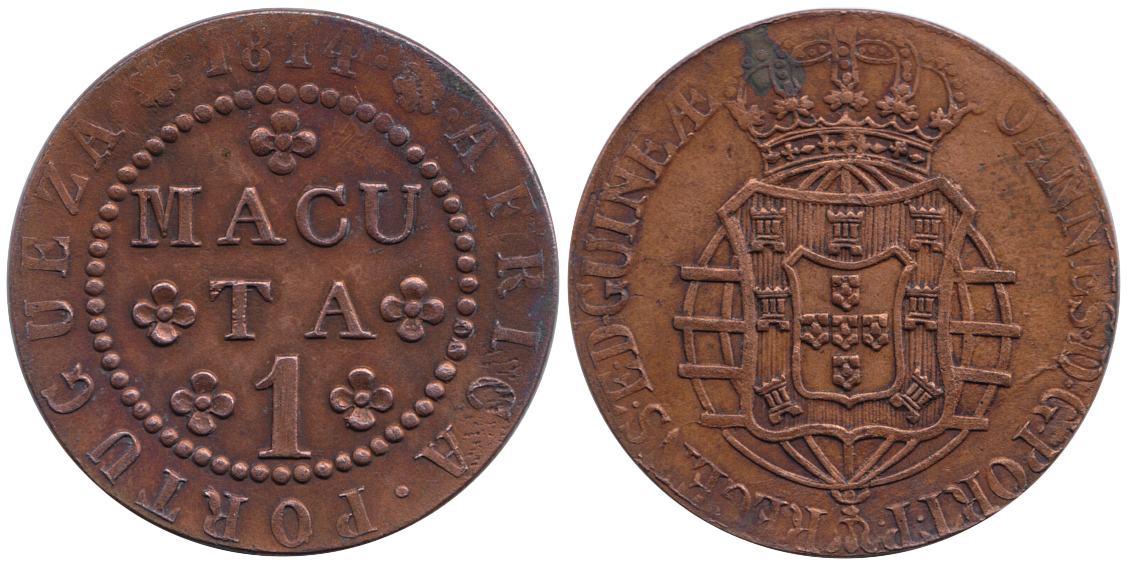
Moneda de 1 macuta, acuñada en Angola, en el año 1814. Está hecha de cobre, tiene un diámetro de 35 milímetros, un espesor de 1,6 milímetros y un peso de 10,51 gramos.

El real fue la moneda de curso legal en Angola hasta 1914. Poseía paridad absoluta con el real portugués. No existían subdivisiones para esta moneda, pero algunas monedas se emitieron denominadas en macutas, equivalentes a 50 reales. Esta unidad monetaria fue sustituida por el escudo angoleño en 1914.

## Monedas
A mediados del siglo XVIII, monedas de cobre fueron emitidas en denominaciones de 10, 20 y 40 réis, ¼, ½ y 1 Macuta, junto con otras acuñadas en plata valudas en 2, 4, 6, 8, 10 y 12 macutas. En 1814 solo se han acuñado monedas de ¼, ½, 1 y 2 macutas en cobre. Sin embargo, después de 1814, unas monedas de cobre fueron estampadas con una marca distintiva con el escudo de armas de Portugal, para duplicar su valor. Numismas de 10, 20, 40 réis, ¼, ½, 1 y 2 macutas fueron reestampadas para duplicar su valor también. Las últimas monedas fueron emitidas en 1860.

## Billetes
En 1861, la Junta da Fazenda Publica da Provincia d'Angola introdujo billetes en denominaciones de 1000, 2000, 5000 y 20.000 réis. En 1877 se introdujo el billete de 10.000 reales, emitiéndose estos hasta el año 1884. El Banco Nacional Ultramarino comenzó a emitir billetes en 1865, publicando papel moneda en valores de 5.000, 10.000 y 20.000 réis. En 1876, se presentaron billetes de 1.000 y 2.500 reales, fueron seguidos por otros valuados en 2.000 reales en 1877. En 1892, una escasez de cambio pequeño trajo como consecuencia una emisión de billetes de 100, 200 y 500 reales, que circularon hasta 1905. En 1909 se imprimieron y pusieron a circular billetes de 50.000 reales.